# Nawanshahr
Nawanshahr là một thành phố và là nơi đặt hội đồng đô thị (municipal council) của quận Nawanshahr thuộc bang Punjab, Ấn Độ.

## Nhân khẩu
Theo điều tra dân số năm 2001 của Ấn Độ, Nawanshahr có dân số 30.933 người. Phái nam chiếm 52% tổng số dân và phái nữ chiếm 48%. Nawanshahr có tỷ lệ 75% biết đọc biết viết, cao hơn tỷ lệ trung bình toàn quốc là 59,5%: tỷ lệ cho phái nam là 79%, và tỷ lệ cho phái nữ là 71%. Tại Nawanshahr, 11% dân số nhỏ hơn 6 tuổi.